# Скандал вокруг Кирилла Шевченко

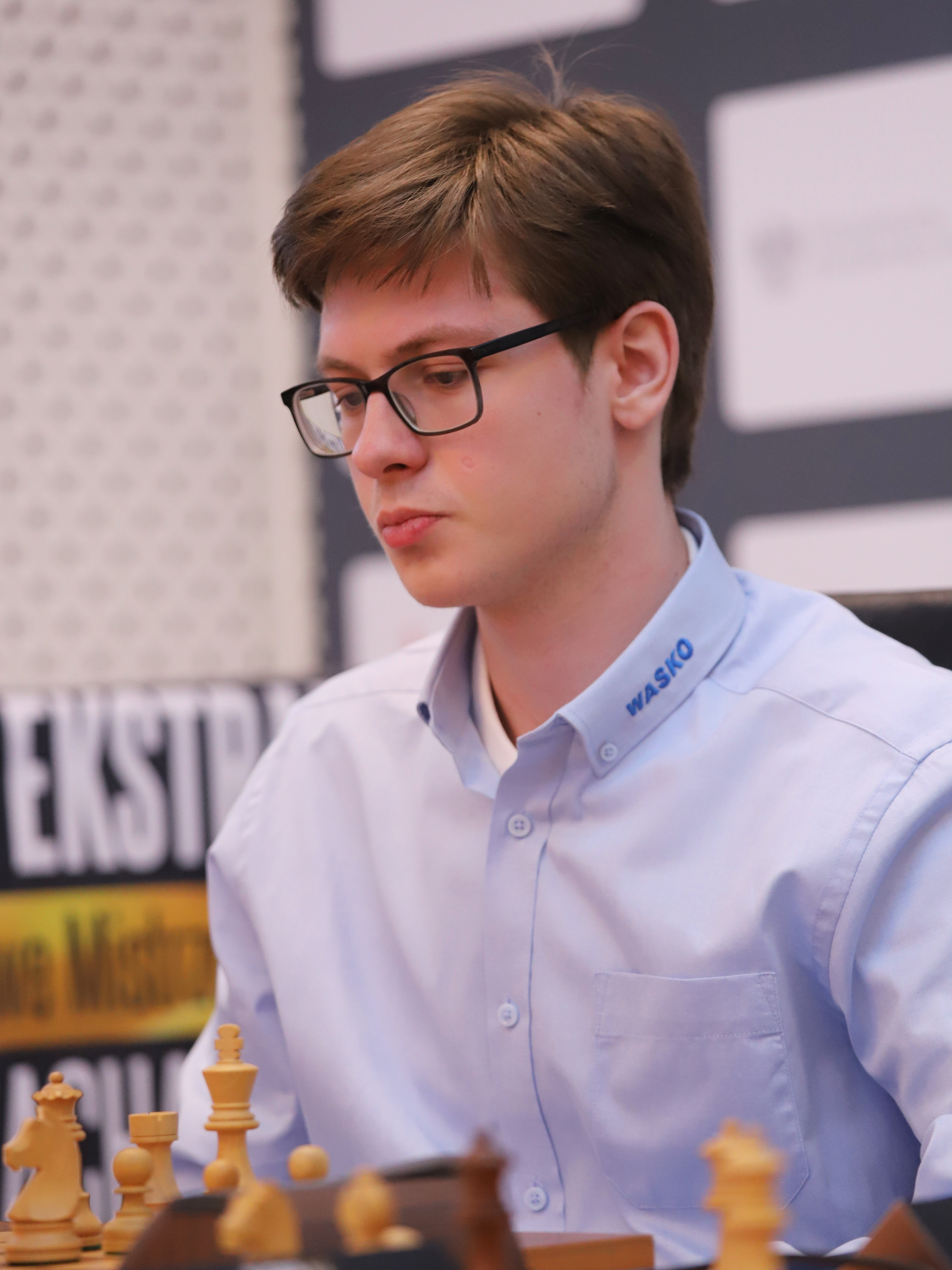
Шевченко в 2022 году

Скандал вокруг румынского гроссмейстера Кирилла Шевченко начался 14 октября 2024 года во время командного чемпионата Испании в Мелилье. Шевченко играл за команду Silla — Integrant Col·lectius и проиграл первую партию Самвелу Тер-Саакяну, а после победы над Франсиско Вальехо Понсем и ничьёй с Бассемом Амином был обвинён в жульничестве и позже дисквалифицирован. Вальехо Понс заявил, что Шевченко уходил надолго в туалет, после чего делал серию сильных ходов и снова пропадал. Амин также назвал игру Шевченко странной. Румынский гроссмейстер пояснил, что плохо себя чувствовал, а судьи сказали, что он всё равно не мог покидать игровой зал без разрешения.
По данным Chess.com и главного арбитра Оскара Бруно де Прадо Родригеса, Шевченко стал много времени проводить в туалетной кабинке, где позже служба уборки нашла мобильное устройство. Организаторы решили её закрыть, но, войдя в очередной раз в туалет, Шевченко пытался попасть именно в закрытую кабинку, несмотря на свободную соседнюю. Позже организаторы заметили, что время на устройстве установлено в часовом поясе Румынии, а рядом с ним была найдена записка «Не трогать! Этот телефон оставили здесь, чтобы владелец мог ответить ночью» (исп. No toques! ¡El teléfono se dejó para que el huésped contestara por la noche!). Почерк и чернила записки были похожими на те, которые делал Шевченко на своём бланке.
Прямо в туалете судьи подошли к гроссмейстеру и предъявили ему обвинения в нечестной игре, которые он отверг. Его команда и румынская шахматная федерация также отвергли обвинения, заявив, что нужны веские доказательства мошенничества. Арбитражный суд, выслушав стороны, решил исключить Шевченко из турнира и аннулировать все его партии. Владимир Крамник сказал: «Ожидалось. Это будет происходить всё чаще, потому что основные шахматные силы ничего не делают в этой области, в лучшем случае заставляют мошенников верить, что они никогда не будут наказаны».
15 ноября Шевченко признал вину, тем самым он станет самым рейтинговым шахматистом, наказанным за жульничество в живой партии. 26 марта 2025 года его дисквалифицировали за жульничество на 3 года.